# ديفيد كروفورد (عالم فلك)
ديفيد كروفورد (بالإنجليزية: David Crawford)‏ هو عالم فلك أمريكي، ولد في 1931.